# Bullets Over Broadway
Bullets Over Broadway  (Balas sobre Broadway España, Disparos sobre Broadway Argentina) es una película de 1994 dirigida por Woody Allen.

## Reparto
| - John Cusack - David Shayne - Chazz Palminteri - Cheech - Jim Broadbent - Warner Purcell - Dianne Wiest - Helen Sinclair - Jennifer Tilly - Olive Neal - Mary-Louise Parker - Ellen - Jack Warden - Julian Marx | - Joe Viterelli - Nick Valenti - Rob Reiner - Sheldon Flender - Tracey Ullman - Eden Brent - Edie Falco - Lorna - Debi Mazar - Violet - Tony Sirico - Rocco - John Ventimiglia - Waterfront Hood |

## Sinopsis
David Shayne (John Cusack) joven e imaginativo autor teatral de "provincias" que pretende triunfar en la meca de Broadway, se encuentra desesperado ante la imposibilidad de poner en marcha su última obra, debido a la falta de recursos económicos.
La solución a ese problema vendrá de la mano de las pretensiones artísticas de una corista ambiciosa, Olive Neal (Jennifer Tilly), cuyo amante, el capo mafioso Nick Valenti (Joe Viterelli), está dispuesto a satisfacer los anhelos de su amada mediante una sustanciosa aportación financiera al montaje de su obra, con la única condición, eso sí, de que su chica disponga de un papel relevante.
De esa manera, la obra se pone en marcha, pero los problemas no han hecho más que comenzar, y se encarnan, además de en las desastrosas dotes interpretativas de Olive, en las cada vez más sustanciosas aportaciones que a la trama de la obra no deja de aportar el "vigilante" que el capo Valenti "asigna" a la representación, un frío e implacable matón, Cheech (Chazz Palminteri), que cada vez cobra mayor presencia en los entresijos de la compañía.
Los acontecimientos se precipitarán cuando Cheech, desesperado ante el lastre que, para el éxito de la que él ya casi considera "su" obra, supone la nefasta interpretación de Olive, decide zanjar la cuestión a su muy peculiar manera....
El guion de esta película, original de Woody Allen y Douglas MacGrath, fue traducido al español por Claudio López Lamadrid y publicado por Tusquets en 1998.

## Premios

### Óscar
| Año  | Categoría                            | Persona                     | Resultado  |
| ---- | ------------------------------------ | --------------------------- | ---------- |
| 1994 | Óscar al mejor director              | Woody Allen                 | Candidato  |
| 1994 | Óscar al mejor guion original        | Woody Allen Douglas McGrath | Candidato  |
| 1994 | Óscar al mejor actor de reparto      | Chazz Palminteri            | Candidato  |
| 1994 | Óscar a la mejor actriz de reparto   | Dianne Wiest                | Ganadora   |
| 1994 | Óscar a la mejor actriz de reparto   | Jennifer Tilly              | Candidata  |
| 1994 | Óscar al mejor diseño de vestuario   | Jeffrey Kurland             | Candidato  |
| 1994 | Óscar a la mejor dirección artística | Santo Loquasto Susan Bode   | Candidatos |